# Entrenamiento cognitivo

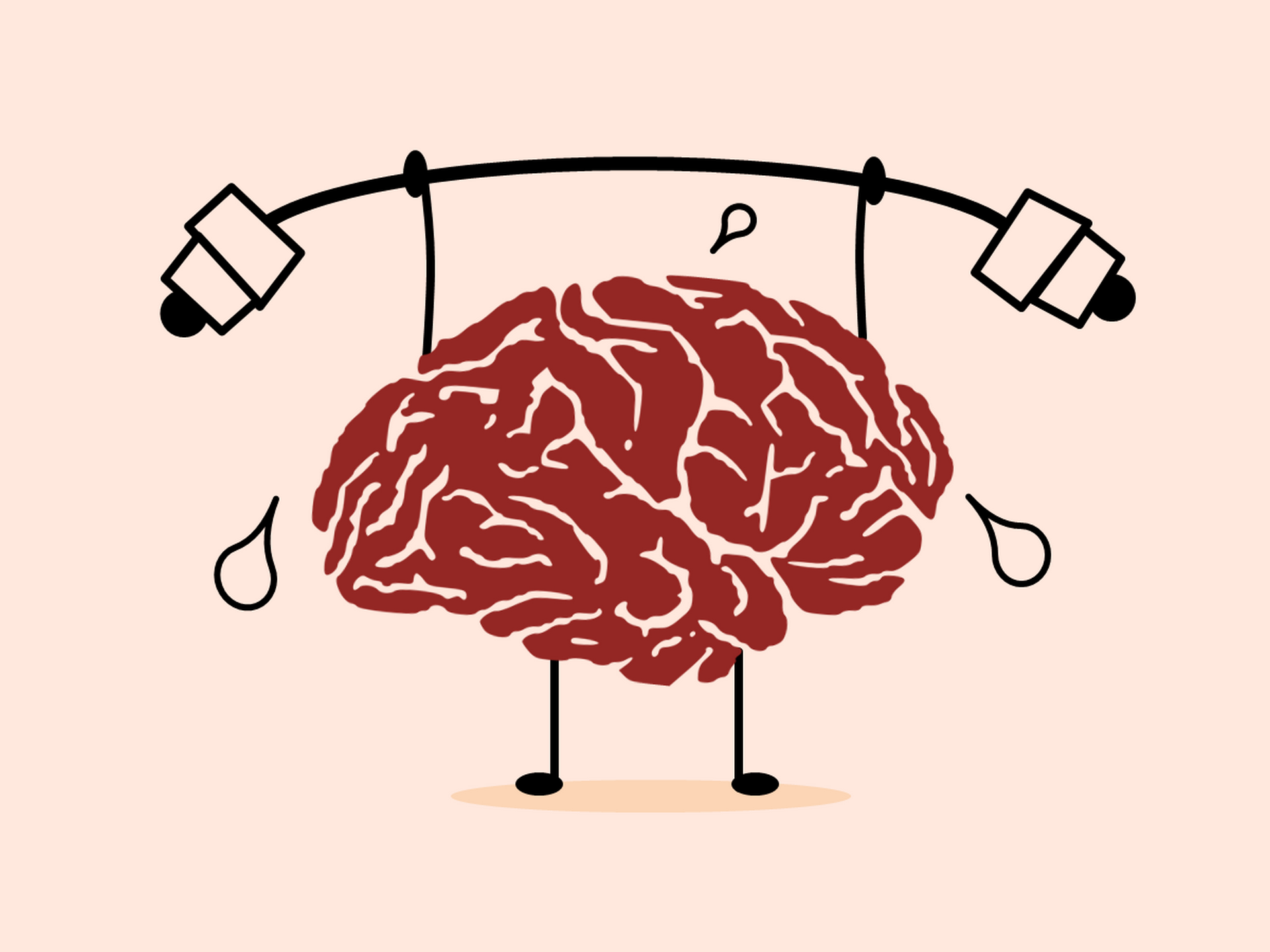
Representación gráfica metafórica del entrenamiento cognitivo.

El entrenamiento cognitivo (en inglés brain training, literalmente "entrenamiento cerebral") o estimulación cognitiva se refiere a actividades regulares que pretenden mantener o mejorar las habilidades intelectuales, también llamadas capacidades cognitivas y de muchas otras formas. El término "capacidades cognitivas" generalmente se refiere a componentes de la inteligencia fluida (ver Inteligencias fluida y cristalizada), como la función ejecutiva y la memoria de trabajo. El entrenamiento cognitivo se basa en la hipótesis (discutida) de que las capacidades cognitivas se pueden mantener o mejorar ejercitando el cerebro, lo mismo que se mejora la condición física ejercitando el cuerpo (esto, en cambio, está comprobado).
El entrenamiento cognitivo también se denominaba ejercicio mental (que no debe confundirse con experimento mental) o gimnasia mental. Ambos conceptos están redireccionados a neuróbica en la Wikipedia en español. Esta palabra, poco utilizada, es una traducción del inglés neurobics, formada a partir de neuro y aerobic. 
Las actividades de entrenamiento cognitivo pueden ser muy variadas, como entrenamiento físico cardiovascular, jugar a juegos en línea o completar tareas cognitivas en consonancia con un régimen de entrenamiento, jugar a videojuegos que requieren razonamiento visuoespacial y que la persona que se entrena participe en actividades nuevas para ella como danza, arte o música. Una actividad de entrenamiento cognitivo puede estar pensada para mejorar una sola habilidad intelectual (por ejemplo la memoria) o varias a la vez (por ejemplo la aptitud numérica y la visualización espacial).
La investigación científica sobre la eficacia de las actividades de entrenamiento cognitivo ha concluido que no tienen impacto en la inteligencia o la capacidad cognitiva cotidiana, y que la mayoría de los programas no tenían evidencia de su eficacia revisada por pares y publicada. Existe un amplio debate dentro de la comunidad científica sobre la eficacia de los programas de entrenamiento cognitivo y controversia sobre si es moral promover programas informáticos de entrenamiento cognitivo para personas potencialmente vulnerables al deterioro cognitivo.
En todo caso hay que recordar que, aunque parezca paradójico, el mejor ejercicio mental es el ejercicio físico combinado con una dieta sana (saludable) y una vida social activa. Esto resulta menos paradójico si se tiene en cuenta que el cuerpo es una realidad, pero la mente es un constructo que, sea lo que sea (científicamente todavía no está dilucidado), tiene su asiento en el cerebro (que es una parte del cuerpo). Asimismo, se conoce que el cerebro gobierna la actividad motora del cuerpo, por lo que cuantas más partes del cuerpo se muevan, mayor será la actividad del cerebro.
El entrenamiento cognitivo no debe confundirse con la terapia cognitiva, que no es, como podría pensarse por su nombre, un tratamiento para restaurar capacidades cognitivas disminuidas o dañadas, sino un conjunto (cognitivo-conductual, de atención plena o cognitivo-analítica) de modalidades de psicoterapia que intentan cambiar cómo percibe el paciente determinadas situaciones de su vida. 

## Estudios e intervenciones
El entrenamiento cognitivo ha sido estudiado por científicos durante los últimos 100 años. El primer estudio de entrenamiento cognitivo registrado se publicó en el Journal of Educational Psychology e intentó entrenar cognitivamente a los estudiantes con ejercicios de memorización de letras. Los investigadores encontraron, tras el entrenamiento, una ligera mejora en la capacidad para completar la tarea de memorización de letras, pero ninguna mejora general que pudiera transferirse a otros tipos de tareas. Las tareas similares al ejercicio de memorización de letras todavía se usan hoy en día. Sin embargo, estas tareas generalmente se denominan tareas de memoria de trabajo, que se enfocan en el subconjunto de memoria que se requiere para mantener y manipular información a corto plazo (ver Memoria humana).
El entrenamiento cognitivo incluye intervenciones dirigidas a mejorar las capacidades cognitivas, como la resolución de problemas, el razonamiento, la atención, las funciones ejecutivas [ver Función ejecutiva (neuropsicología)] y la memoria de trabajo. ¿Por qué se quieren mejorar? Porque están correlacionadas con el rendimiento académico y los resultados que una persona obtiene en la vidaː a mayor cociente intelectual (C.I.) y mayor capacidad de memorización, mejor rendimiento académico. Se cree por tanto que el entrenamiento cognitivo conducirá a mejoras en distintos dominios. Además, muchas personas, con la edad, sufren deterioro cognitivo, que les dificulta las actividades diarias. Un entrenamiento cognitivo que frenara este deterioro sería del mayor interés.
La reserva cognitiva es la capacidad de una persona que sufre una enfermedad neurodegenerativa para seguir llevando una vida normal a pesar de la enfermedad. Dado un grupo de personas que padece, por ejemplo Alzheimer, en el mismo grado, se ve que unas pueden continuar desempeñando sus actividades cotidianas, mientras que otras caen en la dependencia. Se dice que las primeras tienen reserva cognitiva, aunque no se sabe exactamente cómo la han adquirido. Una hipótesis para apoyar el entrenamiento cognitivo es que ciertas actividades, realizadas con regularidad, podrían ayudar a mantener o mejorar esta reserva.

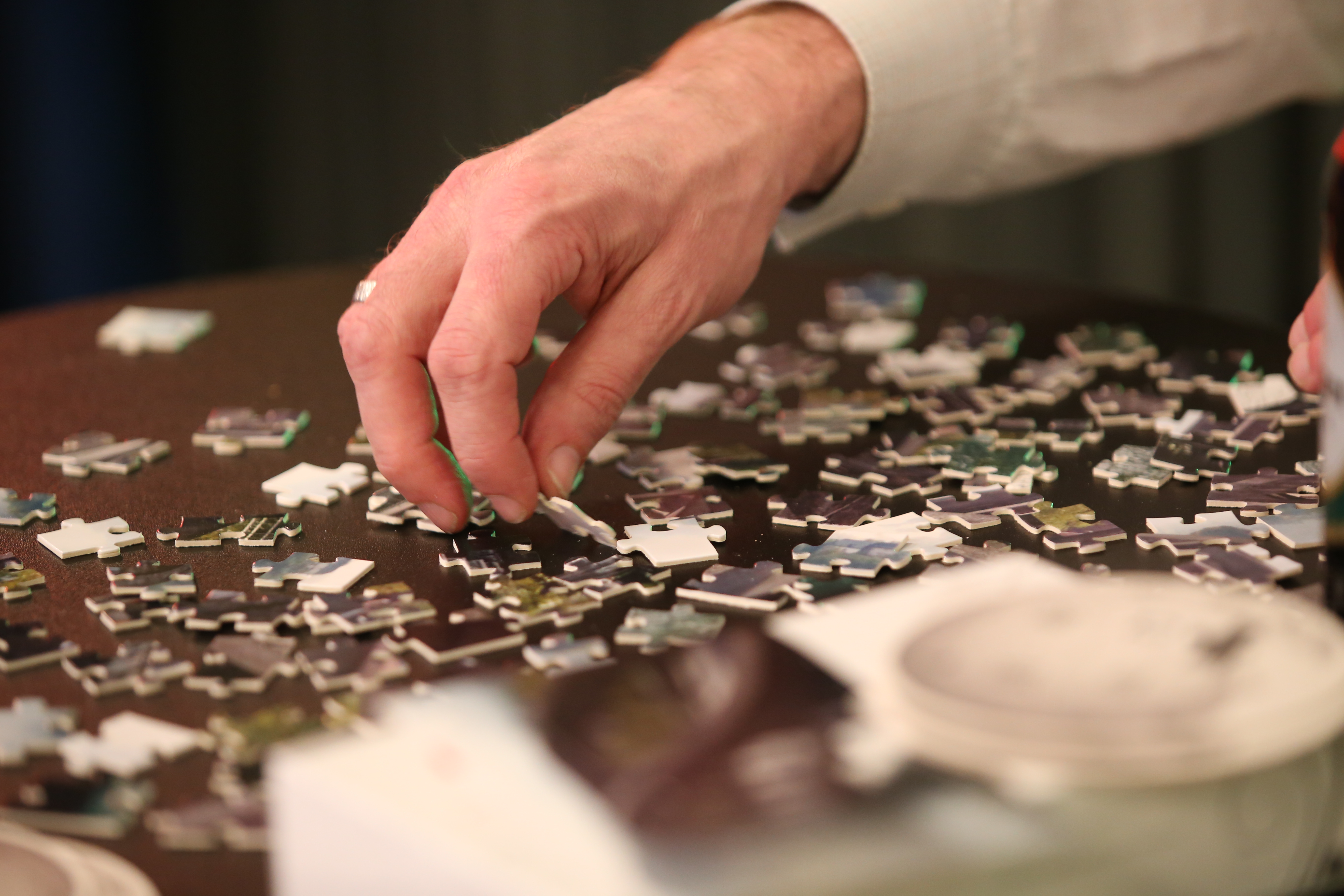
Los puzles pueden ser una actividad intelectual atractiva.

Los estudios de entrenamiento cognitivo a menudo se dirigen a grupos clínicos como personas con trastornos neurodegenerativos como el Alzheimer y niños con déficit de atención (TDAH) que experimentan déficits cognitivos generales. En un sentido amplio, se cree que el entrenamiento cognitivo puede beneficiar especialmente a los ancianos, ya que hay una disminución general en la inteligencia fluida con la edadː se reducen la velocidad de procesamiento, la memoria de trabajo, la memoria a largo plazo y las habilidades de razonamiento. Algunos investigadores argumentan que el menor rendimiento de los ancianos en las tareas cognitivas no siempre refleja la capacidad real, ya que puede deberse a la estrategia que eligen, como evitar el uso de la recuperación de recuerdos en las tareas de memoria.

### Mitos sobre el entrenamiento cognitivo
Los juegos de computadora diseñados para entrenar el cerebro no hacen a las personas más inteligentes. 
Esto se comprueba por el estudio que realizaron durante seis semanas, un grupo de especialistas analizó a más de 11.000 personas. Los investigadores le pidieron a más de 8000 personas que dedicaran un mínimo de diez minutos, tres veces a la semana, a juegos de inteligencia diseñados para mejorar las habilidades, después, se les comparó con más de 2,700 personas que no usaron ningún juego, pero que en vez de eso dedicaron el mismo tiempo a navegar por internet. 
Posteriormente, se comprobó que los juegos mejoraban la destreza de los jugadores, pero no su capacidad intelectual.
Según los expertos, se concluyó que esta población de personas no mejoraron en cuestiones de razonamiento general, memoria, habilidades visuales espaciales o planificación.

## Evidencia de la neuroplasticidad
El entrenamiento cognitivo se basa en la idea de la plasticidad cerebralː la capacidad del cerebro para cambiar y desarrollarse en función de las experiencias de la vida. La evidencia de la plasticidad neuronal (o neuroplasticidad) incluye estudios sobre la experiencia musical y los conductores de taxis de Londres que han demostrado que la experiencia conduce a un aumento del volumen en áreas específicas del cerebro. Un estudio de 2008 que entrenó a adultos mayores en malabarismo mostró un aumento en el volumen de la sustancia gris de sus cerebros como resultado del entrenamiento. Otro estudio, que intentó entrenar el componente de actualización de la función ejecutiva en adultos jóvenes y mayores, mostró que el entrenamiento cognitivo podría conducir a mejoras en el desempeño de tareas en ambos grupos; sin embargo, la transferencia general de capacidad a nuevas tareas solo se mostró en adultos jóvenes y no en adultos mayores.
Se ha planteado la hipótesis de que esta transferencia se produce solo si, durante la actividad a la que se pretende transferir los efectos del entrenamiento, hay una superposición en la activación neuronal que se produjo durante este entrenamiento.
Se ha demostrado que el entrenamiento cognitivo conduce a cambios neuronales, como un aumento del flujo sanguíneo a la corteza prefrontal en el entrenamiento de la atención, y una disminución del reclutamiento compensatorio bilateral (cada función del cerebro se realiza en un área; si por alguna razón esa área cerebral no funciona óptimamente, el cerebro es capaz de "reclutar" otras áreas para que desempeñen esa función). en adultos mayores.
Las investigaciones indican que una de las formas más eficaces de entrenamiento cognitivo puede ser el ejercicio cardiovascular. Los investigadores han demostrado que la disminución de la aptitud cardiovascular se correlaciona con la atrofia cerebral, y que entrenar cardiovascularmente a los ancianos conduce a un mayor volumen en las áreas de la corteza prefrontal y temporal, y a un mayor rendimiento en las tareas de memoria.

## Ejercicios mentales
Existen numerosos ejercicios mentales para mantener activo el cerebro. En este sentido se debe tener cuidado con las expresiones mental exercise (ejercicio mental, positivo y beneficioso, como hacer crucigramas o resolver puzles) y mind games (literalmente "juegos mentales", pero que se traduce por juegos psicológicos, aunque no son realmente juegos, sino dinámicas dañinas y negativas de interacción entre personas). Para designar a los ejercicios mentales también se usa en inglés la expresión brain game, literalmente "juego cerebral".
Una persona puede hacer ejercicio mental simplemente socializando con otras. La interacción social involucra muchas facetas del pensamiento y puede facilitar el funcionamiento cognitivo. Cartwright y Zander notaron que si un extraterrestre visitara la Tierra por primera vez, se sorprendería por la cantidad de contactos sociales que tienen los humanos. Cuidarse unos a otros y crecer en un entorno grupal (familia) muestra un cierto grado de interdependencia que manifiesta profundas raíces filogenéticas. Sin embargo, este contacto social está disminuyendo en los Estados Unidos. La interacción cara a cara es cada vez más escasa. Las visitas de familiares y amigos, incluidas las cenas, no son tan comunes. La cantidad de contacto social que recibe una persona puede afectar en gran medida su salud mental. La preferencia de una persona por estar con otras tiene una alta correlación con el bienestar que esa persona experimenta, y con los efectos mentales a corto y largo plazo sobre el rendimiento.
Hay muchos elementos involucrados en una interacción simple entre 2 personas: prestar atención, mantener en la memoria la conversación, que cada una de ellas se adapte a una perspectiva diferente a la suya, evaluar las limitaciones situacionales y autocontrol del comportamiento. Es cierto que algunos de estos son procesos automáticos, pero la atención, la memoria de trabajo y el control cognitivo son definitivamente funciones ejecutivas. Realizar todas estas actividades en una simple interacción social ayuda a entrenar la memoria de trabajo para influir en la inferencia social (razonamientos del tipo "esta persona está a gusto conmigo", "sabe de lo que habla", "está preocupada", etc.).
La neurociencia cognitiva social también recomienda la interacción social como ejercicio mental. Una de las funciones de la corteza prefrontal es comprender las creencias y los deseos de una persona. La capacidad de controlar las propias creencias y deseos está a cargo de las regiones parietal y prefrontal del cerebro, que son las mismas regiones que realizan el control cognitivo.
Otra categoría de ejercicios mentales son los individuales. Los trastornos cognitivos, como la demencia y el deterioro cognitivo se han convertido en un grave problema sanitario. Resolver rompecabezas es una forma eficaz de desarrollar el funcionamiento visuoespacial y mantener la mente aguda. Cualquiera puede hacerlo, ya que es de bajo costo y puede ser intrínsecamente motivador. Lo importante de los rompecabezas es que suponen un reto, especialmente si se comparan con otras actividades, como ver televisión. Si se realizan, disminuye el riesgo de desarrollar un trastorno cognitivo más adelante.

## Programas comerciales

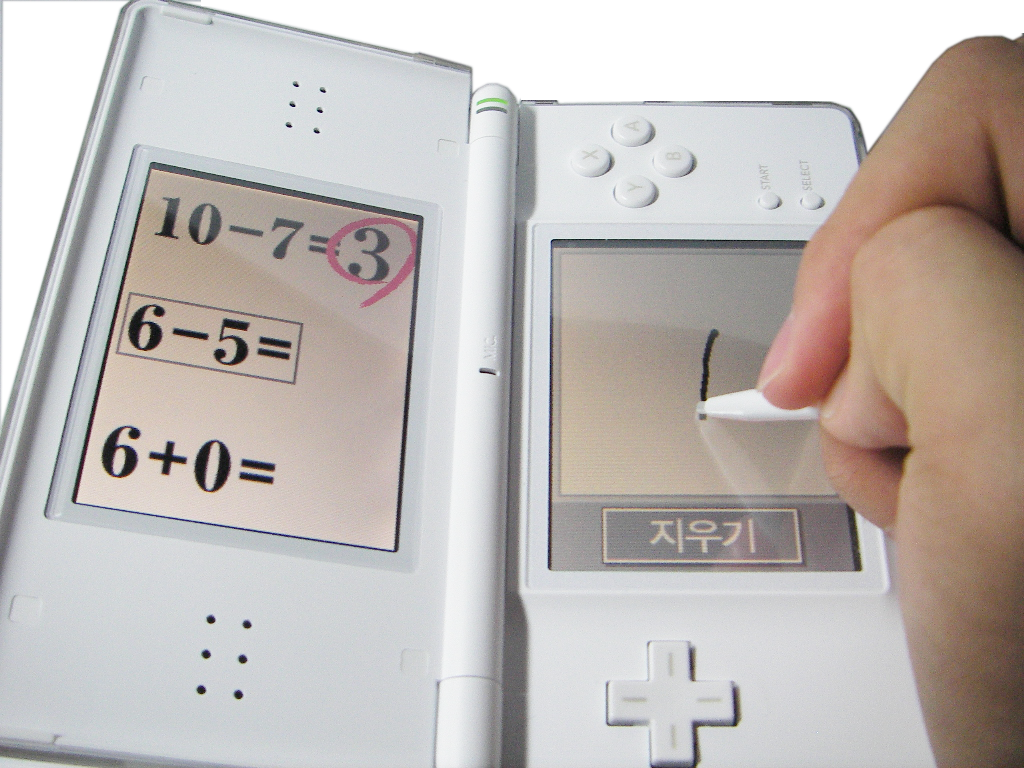
Un dispositivo comercial de entrenamiento cognitivo. El usuario ha escrito correctamente el resultado de la primera operación matemática, y está escribiendo el de la segunda.

En 2016, las empresas que ofrecían productos y servicios para el entrenamiento cognitivo sostenían que mejoraban los resultados educativos para los niños, y la memoria, la velocidad de procesamiento y la resolución de problemas para los adultos, e incluso prevenían la demencia o el Alzheimer. A menudo han respaldado su mercadotecnia con discursos sobre la formación de los fundadores de estas empresas. Algunas hablan de la neurociencia que respalda su enfoque, especialmente los conceptos de neuroplasticidad y transferencia del aprendizaje, y otras citan evidencia de ensayos clínicos. La principal reivindicación de estas empresas es que la persona que utiliza su producto observa mejoras en otros campos: académico, profesional o la vida cotidiana.
CogniFit se fundó en 1999, Cogmed en 2001, Posit Science en 2002 y Brain Age se lanzó por primera vez en 2005, todos aprovechando el creciente interés en la neurociencia, junto con la mayor preocupación de los padres por el déficit de atención (TDAH) y otras dificultades en el aprendizaje en sus hijos, y preocupación por su propia salud cognitiva a medida que envejecen.
El lanzamiento de Brain Age (literalmenteː edad cerebral) en 2005 supuso un importante cambio, ya que antes los productos se comercializaban a grupos limitados de consumidores (por ejemplo, estudiantes con problemas de aprendizaje), mientras que Brain Age se comercializó para todo el mundo, con un significativo presupuesto para publicidad en diversos medios. En 2005, los consumidores de EE. UU. gastaron 2 millones de dólares ($) en productos de entrenamiento cognitivo, que en 2007 aumentaron hasta los 80 millones de $.
Para 2012, el "entrenamiento mental" se había convertido en una industria de mil millones de dólares. En 2013, el mercado era de 1 300 millones de dólares y los productos de software representaban alrededor del 55 % de esas ventas. En ese momento, los neurocientíficos y otros mostraron su creciente preocupación por la tendencia hacia lo que llamaron "neuroficación", "neuromanía" y neuromitos.

### Regulación y demandas
A partir de enero de 2015, la Comisión Federal de Comercio (FTC por sus siglas en inglés) de los Estados Unidos demandó por publicidad engañosa a empresas que vendían programas de "entrenamiento cerebral" u otros productos comercializados para mejorar la función cognitiva, incluida WordSmart Corporation, la empresa que fabrica Lumosity, y Brain Research Labs (que vendía suplementos dietéticos). En ese mismo año, posteriormente, la FTC también demandó a LearningRx.
La FTC halló que la mercadotecnia de Lumosity «se aprovechaba de los temores de los consumidores sobre el deterioro cognitivo relacionado con la edad, sugiriendo que sus juegos podrían evitar la pérdida de memoria, la demencia e incluso la enfermedad de Alzheimer», sin proporcionar ninguna evidencia científica que lo respaldara. Se ordenó a la empresa que no hiciera ninguna afirmación de que sus productos pueden «[mejorar] el rendimiento en la escuela, el trabajo o el atletismo» o «[retrasar o proteger] contra el deterioro, relacionado con la edad, de la memoria o de otras funciones cognitivas, incluidos el deterioro cognitivo leve, la demencia o la enfermedad de Alzheimer», o «[reducir] el deterioro cognitivo causado por diversas enfermedades como síndrome de Turner, Trastorno por estrés postraumático (TEPT), trastorno por déficit de atención con hiperactividad (TDAH), traumatismo craneoencefálico (TBI por sus siglas en inglés), accidente cerebrovascular, o efectos secundarios de la quimioterapia», sin «evidencia científica competente y fiable», y se acordó que pagara 50 millones de $ (reducidos luego a 2 millones).
En su demanda contra LearningRx, la FTC dijo que LearningRx había estado «afirmando engañosamente que sus programas estaban clínicamente probados para mejorar de forma permanente enfermedades graves como TDAH (trastorno por déficit de atención con hiperactividad), autismo, demencia, enfermedad de Alzheimer, accidentes cerebrovasculares y conmociones cerebrales». En 2016, LearningRx llegó a un acuerdo con la FTC para no hacer afirmaciones no respaldadas por «evidencia científica competente y fiable», que se definió como ensayos controlados aleatorios realizados por científicos competentes. Por el componente monetario del fallo judicial, LearningRx acordó pagar 200 000 $ de un acuerdo de 4 millones de $.

## Eficacia

### Debate científico sobre la eficacia de los programas de entrenamiento cognitivo
Ha habido mucho debate sobre lo realmente útiles que eran estos programas.
Un estudio de 2011 con más de 11 000 participantes, a los que se entrenó en tareas cognitivas específicas, halló que mejoraron precisamente en esas tareas, pero no se observaron mejoras en otras actividades. Este es un hallazgo común en la literatura sobre entrenamiento cognitivo y dentro de la literatura sobre psicología cognitiva en generalː el entrenamiento de habilidades cognitivas específicas a menudo solo consigue mejoras en esas tareas, y los participantes no pueden trasladar esas mejoras a otras tareas. 
En 2016, hubo cierta evidencia de que algunos de estos programas mejoraron el rendimiento en las tareas en las que se entrenó a los participantes. Se observó menos evidencia de que las mejoras se generalizaran a tareas relacionadas, y casi ninguna evidencia de que el "entrenamiento cognitivo" tenga efectos sobre el desempeño cognitivo cotidiano. Además la mayoría de los estudios clínicos se consideraron defectuosos.
Pero en 2017, las Academias Nacionales de Ciencias, Ingeniería y Medicina encontraron evidencia moderada de que el entrenamiento cognitivo prevenía el deterioro cognitivo y la demencia, y en 2018, las pautas de la Academia Estadounidense de Neurología para el tratamiento del deterioro cognitivo leve incluían el entrenamiento cognitivo.
Para abordar la creciente preocupación por la agresiva mercadotecnia de las empresas de entrenamiento cognitivo hacia los ancianos, un grupo de científicos publicó una carta en 2008 en la que advertían que faltan investigaciones que demuestren la eficacia del entrenamiento cognitivo en las personas de edad.
En 2010, la Agencia para la Investigación y la Calidad de la Atención Médica halló que no había pruebas suficientes para recomendar ningún método de prevención del déficit de memoria relacionado con la edad o del Alzheimer.
En 2014, otro grupo de científicos publicó una advertencia similar. Ese mismo año, posteriormente, otro grupo de científicos hizo una declaración en sentido opuesto, organizada y mantenida por el director científico de Posit (una empresa que vende este tipo de programas informáticos). Recopilaron una lista de estudios publicados sobre la eficacia del entrenamiento cognitivo en poblaciones y disciplinas.
En 2014, un grupo de más de 70 científicos afirmó que no se puede demostrar científicamente que los ejercicios cognitivos sean ventajosos, ni para prevenir el deterioro cognitivo ni para mejorar el funcionamiento cognitivo. Otro grupo, con más de 130 científicos, sostuvo lo contrarioː existe evidencia válida sobre los beneficios del entrenamiento cognitivo. La pregunta es cómo estos dos grupos llegaron a conclusiones diferentes al leer la misma literatura científica. La respuesta puede estar en que cada grupo utiliza un estándar. De manera más específica, realmente existe abundante evidencia de que el entrenamiento cognitivo mejora el rendimiento en las tareas entrenadas, pero hay menos evidencia de que produzca mejoras en tareas estrechamente relacionadas con las entrenadas. Hay incluso menos pruebas sobre que mejore el rendimiento en tareas relacionadas de manera lejana con las entrenadas.
En 2017, un comité de las Academias Nacionales de Ciencias, Ingeniería y Medicina publicó un informe sobre la evidencia de las intervenciones para prevenir el deterioro cognitivo y la demencia.
En el mismo año un grupo de científicos australianos llevó a cabo una revisión sistemática de los estudios que se han publicado sobre los programas de entrenamiento cognitivo disponibles en el mercado, en un intento de brindar a consumidores y médicos información creíble sobre cuáles de estos programas funcionaban de forma científicamente demostrada. Después de revisar cerca de 8 000 estudios sobre programas de entrenamiento cognitivo comercializados para adultos mayores sanos, la mayoría de los programas no tenían evidencia de su eficacia publicada y revisada por pares. De los siete programas de entrenamiento cognitivo que sí la tenían, solo 2 de ellos —BrainHQ y CogniFit— tenían múltiples estudios, incluido al menos un estudio de alta calidad.
En 2019, un grupo de investigadores, basándose en metanálisis, demostró que se habían exagerado las afirmaciones de mejora después del entrenamiento cognitivo y otros programas de entrenamiento. Otros factores (p. ej., la genética) parecían desempeñar un papel más importante.

#### Entrenamiento cognitivo para la demencia
Una revisión Cochrane de 2020 no encontró evidencia de que el entrenamiento cognitivo sea beneficioso para las personas con enfermedad de Parkinson, demencia o deterioro cognitivo leve. Esta conclusión se basa en 7 estudios donde se observó baja correlación entre este entrenamiento y efectos positivos en estas personas.

## Para saber más
- Mole, Beth (20 de junio de 2016). «Billion-dollar brain training industry a sham – nothing but placebo, study suggests». Ars Technica.
- Could Brain Training Prevent Dementia?

- Datos: Q1498506